# How a Mosquito Operates
Vous lisez un « article de qualité » labellisé en 2016.
Pour plus de détails, voir Fiche technique et Distribution.
How a Mosquito Operates (littéralement : « Comment un moustique opère »), sorti en 1912, est un dessin animé muet en noir et blanc réalisé par l'auteur de bande dessinée et réalisateur américain Winsor McCay. Il est également connu sous les titres The Story of a Mosquito (littéralement : « L'Histoire d'un moustique ») et Winsor McCay and his Jersey Skeeters (littéralement : « Winsor McCay et ses moustiques du New Jersey »). Ce court métrage, qui dure six minutes, raconte l'histoire d'un moustique géant qui tourmente un homme endormi. Il s'agit d'un des premiers dessins animés réalisés et le moustique de ce film est considéré comme le premier insecte de l'histoire du cinéma d'animation.
McCay est célèbre pour ses talents de dessinateur, notamment grâce à la bande dessinée Little Nemo in Slumberland qu'il crée en 1905. Il se lance dans le film d'animation avec Little Nemo en 1911 avant de réaliser How a Mosquito Operates. Pour son nouveau film, il s'inspire d'un des épisodes de son comic strip Dream of the Rarebit Fiend. Au contraire de Little Nemo qui n'a pas d'intrigue, How a Mosquito Operates raconte une histoire simple dont le personnage principal est un moustique appelé Steve. Dans ce court métrage, McCay se concentre sur le réalisme des proportions et des mouvements, et dote également le moustique d'un caractère et d'une personnalité.
How a Mosquito Operates est un succès public et bénéficie d'un accueil favorable. Néanmoins, certains spectateurs de l'époque trouvent le dessin animé si réaliste qu'ils accusent McCay d'avoir dessiné ses personnages à partir de photographies ou d'avoir recouru à des stratagèmes à base de fil de fer. Le réalisateur de dessin animé John Canemaker, notamment, juge ainsi que la qualité technique de l'animation de McCay est tellement en avance sur son temps qu'elle demeure inégalée jusqu'à l'avènement des studios Disney dans les années 1930. Ce court métrage est ainsi reconnu pour sa haute qualité technique, devançant de très loin celle de ses contemporains.

## Synopsis
Un homme regarde autour de lui avec inquiétude, avant d'entrer dans sa chambre pour aller dormir. Un moustique géant, coiffé d'un haut-de-forme et muni d'un porte-documents, le poursuit. Il essaie de rejoindre l'homme dans la chambre en passant par le trou de la serrure mais, constatant qu'il est trop grand pour cela, il finit par s'introduire par le vasistas au-dessus de la porte. À plusieurs reprises, il suce le sang sur le visage de l'homme endormi, qui tente vainement de le repousser. Le moustique se gave tellement qu'il finit par éclater,,,, couvrant l'écran de sang et réveillant l'homme.

## Fiche technique
Sauf indication contraire, les informations mentionnées dans cette section peuvent être confirmées par la base de données cinématographiques IMDb,  présente dans la section « Liens externes ».
- Titre original : How a Mosquito Operates (littéralement : « Comment un moustique opère »)
- Réalisation : Winsor McCay
- Scénario : Winsor McCay
- Production : Winsor McCay
- Société de production : Vitagraph Studios
- Pays de production :  États-Unis
- Format : noir et blanc - muet
- Genre : dessin animé, comédie
- Durée : 6 minutes (métrage : 600 pieds[N 1],[6])
- Date de sortie : 
  - États-Unis : janvier 1912[7]

## Production

### Contexte
Winsor McCay développe, tôt dans sa vie, des aptitudes considérables pour réaliser des dessins soigneux et détaillés. Jeune homme, il gagne sa vie en dessinant des portraits et des affiches dans des dime museums (musées à 10 sous), et attire de grandes foules par sa capacité à dessiner rapidement en public. En 1898, McCay commence à travailler à plein temps en tant qu'illustrateur de presse, puis à dessiner des comic strips dès 1903. Son comic strip le plus connu est Little Nemo in Slumberland,,, qu'il lance en 1905. McCay participe l'année suivante à la tournée d'un spectacle de variétés, où il se produit dans des représentations durant lesquelles il dessine devant un public.
Inspiré par les folioscopes que son fils Robert ramène à la maison,, McCay dit avoir découvert la possibilité d'animer des images à partir de ses dessins. Il se déclare également être « le premier homme au monde à réaliser des dessins animés » bien que d'autres auteurs comme l'Américain James Stuart Blackton ou le Français Émile Cohl en aient réalisé avant lui. McCay photographie d'ailleurs son premier court métrage animé sous la supervision de Blackton. Il fait figurer les personnages de Little Nemo dans le film du même nom qui est présenté dans les salles de cinéma en 1911, avant qu'ils ne soient intégrés à son numéro de vaudeville.
À l'époque, les spectacles et magazines humoristiques plaisantent souvent sur les gros moustiques du New Jersey, qu'ils surnomment « Jersey skeeters ». McCay lui-même s'en est déjà inspiré dans ses comic strips, dont un épisode de Little Nemo dans lequel un essaim de ces insectes attaque Nemo après son retour d'un voyage sur Mars,. McCay trouve l'inspiration pour son film dans son propre comic strip Dream of the Rarebit Fiend du 5 juin 1909,, dans lequel un moustique (sans haut-de-forme ni porte-documents) suce le sang d'un alcoolique au point d'en devenir saoul et de ne plus pouvoir voler.

Pour son film, McCay s'est inspiré de son comic strip Dream of the Rarebit Fiend paru le 5 juin 1909.

### Réalisation

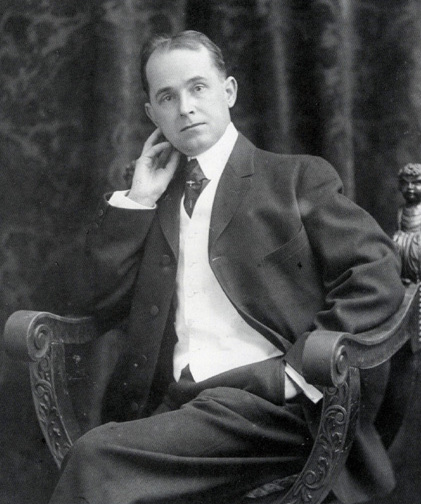
Winsor McCay (ici en 1906) s'est forgé une réputation en tant que dessinateur de comic strips, avant de devenir un pionnier de l'animation.

Les séquences animées du premier film de McCay, Little Nemo, n'ont pas d'intrigue : comme lors de précédentes expérimentations menées auparavant par Émile Cohl, McCay utilise son premier film pour faire découvrir le potentiel de ce média, notamment dans des scènes dont la virtuosité a pour but de démontrer les possibilités de mouvement des images. Dans How a Mosquito Operates, il recherche davantage de crédibilité et, pour cela, il contrebalance le côté surréaliste de l'action par le réalisme des proportions et des mouvements. Ayant déjà montré dans son premier film que des images dessinées peuvent être en mouvement, il présente une histoire simple dans sa deuxième œuvre cinématographique.
Winsor McCay commence à travailler sur le film en mai 1911. Peu de temps après, il quitte son emploi au New York Herald pour rejoindre les publications du groupe de William Randolph Hearst. McCay réalise 6 000 dessins sur du papier de riz translucide. La réalisation de son film intervient en effet avant le développement de la technique où les animateurs dessinent sur des feuilles de celluloïd transparentes qu'ils superposent sur un dessin de fond. Ainsi, McCay doit refaire les arrière-plans pour chaque dessin, ce qui a pour conséquence un trait légèrement hésitant en raison de la difficulté à les reproduire tous à l'identique. Pour réitérer certaines actions, McCay met au point des boucles d'animation en réutilisant certains de ses dessins, une méthode qu'il a déjà utilisée dans Little Nemo et qu'il utilisera encore davantage dans ses films suivants.
McCay termine la phase de dessin du film en décembre 1911,. Il envoie ensuite les planches à la société de production cinématographique Vitagraph Studios pour qu'elles soient photographiées. Néanmoins, dans un premier temps, elles disparaissent avec le conducteur du taxi hippomobile chargé de les acheminer, et qui s'était arrêté pour boire quelques verres. La police retrouve toutefois, quelques jours plus tard, les planches intactes avec le cab dans un bidonville ainsi que le cheval deux à trois miles plus loin. En raison de problèmes d'éclairage en studio qui engendrent des scintillements lors de la projection du film, les prises de vue doivent être refaites. Afin de donner l'illusion du mouvement, l'animation est réalisée en 24 images par seconde. Au terme de la réalisation, la longueur du film est de 600 pieds,.
Dans un prologue filmé en prises de vue réelles, aujourd'hui égaré, McCay et sa fille sont « harcelés à mort par des moustiques » dans leur maison de campagne du New Jersey. L'artiste rencontre par hasard un professeur qui dit parler le langage du moustique et tout connaître sur cet insecte. Celui-ci encourage McCay à « faire une série de dessins illustrant comment l'insecte s'y prend pour mener à bien sa sale besogne ». Ensuite, au terme de plusieurs mois de travail, McCay invite ce professeur à visionner le film dans un studio de prise de vue.
Le moustique de How a Mosquito Operates, que McCay appelle Steve,, est considéré comme le premier insecte de l'histoire du cinéma d'animation. Il apparaît au spectateur sous une apparence vampirique. Avec ses ailes pointues, sa trompe aiguisée et ses jambes raides qui rappellent les caractéristiques des insectes, Steve semble être une combinaison entre un moustique, une blatte et une araignée,. Néanmoins, il garde un aspect comique plutôt que menaçant, étant coiffé d'un haut-de-forme et muni d'un porte-documents.

### Style et message
How a Mosquito Operates est l'un des premiers exemples d'animation à partir de dessins au trait. Winsor McCay utilise des arrière-plans minimalistes et tire parti de l'attrait pour le cinéma, qui n'en est alors qu'à ses balbutiements, en se concentrant sur l'aspect physique et visuel des actions des personnages. Le film adopte un style réaliste sur certains aspects. Ainsi, lorsque le moustique suce le sang, son abdomen grossit de façon cohérente par rapport à sa corpulence et de manière naturelle plutôt que de simplement gonfler comme un ballon,. Plus il devient lourd, plus il a de difficultés à garder l'équilibre.

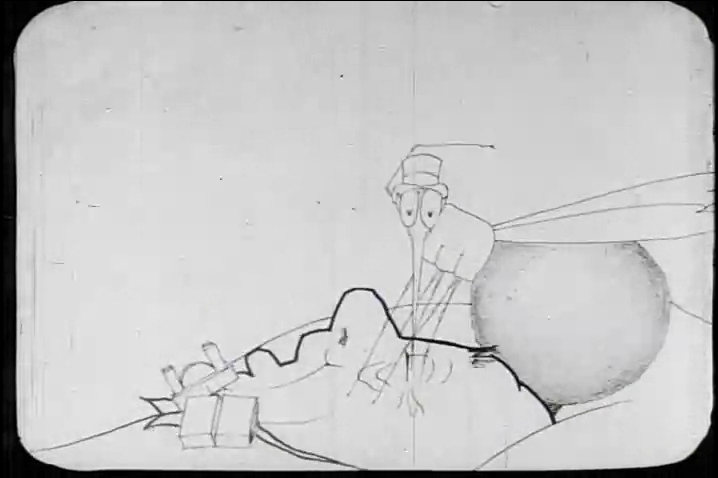
Extrait du film montrant une expression anthropomorphique du moustique et le gonflement de son abdomen.

Toutefois, l'anthropomorphisme du moustique donne aussi au film un aspect fantastique. Le moustique est doté d'une personnalité : il est égoïste, persévérant et calculateur (comme quand il affûte sa trompe sur une meule de pierre). Par ailleurs, il montre un certain plaisir à piquer l'homme avec sa trompe aiguisée et semble aussi vouloir établir parfois un contact visuel avec les spectateurs. McCay maintient l'équilibre entre horreur et humour, comme dans la scène où le moustique est tellement gorgé de sang qu'il doit se coucher.
En distordant les échelles de grandeur avec un moustique démesurément grand, McCay parvient à exprimer la représentation subjective que se fait l'homme endormi de son bourreau bourdonnant. Par ailleurs, il ressort du film un aspect freudien déconcertant sur le vampirisme compulsif, le moustique n'étant satisfait que lorsqu'il pique l'homme afin de sucer le sang dans un état de frénésie orgasmique, jusqu'à en être tellement gorgé qu'il explose. En outre, How a Mosquito Operates, de par son aspect visuel simpliste, serait une critique vive et complexe de la consommation, thème majeur de l'environnementalisme américain.

## Accueil du public et postérité
En juillet 1911, une publicité parue dans un magazine annonce la sortie du film, pour la prochaine saison théâtrale, précisant le nombre de planches réalisées et le nom de McCay. La première de How a Mosquito Operates a lieu en janvier 1912 dans le cadre du spectacle de variétés de McCay, en tournée durant le printemps et l'été de cette même année. Le producteur cinématographique Carl Laemmle achète les droits de distribution à la condition de ne pas sortir le film aux États-Unis tant que McCay l'inclut dans son spectacle. Universal-Jewel sort le film en 1916 sous le titre Winsor McCay and his Jersey Skeeters. Parfois, le film est également intitulé The Story of a Mosquito.
À l'époque de la sortie de How a Mosquito Operates, la demande du public en termes de films animés dépasse la capacité des studios à y répondre. Selon l'animateur Chris Webster, alors que la plupart des studios éprouvent des difficultés à être ne serait-ce qu'opérationnels en la matière, McCay démontre une excellente maîtrise de la technique du dessin animé et une aptitude remarquable à crédibiliser le mouvement.
Le film est un succès public et bénéficie d'un accueil favorable. Un journaliste du Detroit Times écrit que le public a ri aux larmes et « est rentré chez lui avec le sentiment d'avoir vu l'un des meilleurs programmes » de l'histoire du théâtre où il se jouait. Il décrit le film comme étant « un fabuleux agencement de dessins colorés », faisant ici référence à la scène finale dans laquelle le moustique explose. En effet, à l'origine, cette scène fut peinte en rouge à la main par McCay, dans une version aujourd'hui disparue. Dans le New York Morning Telegraph, un chroniqueur constate que « les images animées tirées des dessins de McCay ont même suscité l'émerveillement de grands noms du cinéma, du fait des trésors d'ingéniosité et d'humour qu'elles déploient ». Toutefois, certains spectateurs trouvent le court métrage animé si réaliste qu'ils accusent McCay d'avoir dessiné ses personnages à partir de photographies ou d'avoir recouru à des stratagèmes à base de fil de fer :

« J'ai dessiné un grand moustique ridicule, poursuivant un homme endormi, regardant par un trou de serrure et se jetant sur lui en passant par un vasistas. Mon public, bien que réjoui par mon film, a affirmé que le moustique aurait été actionné par des fils de fer pour obtenir l'effet voulu devant les caméras. »

— Winsor McCay, From Sketchbook to Animation, 1927,
Pour prouver qu'il n'a pas employé de tels trucages, McCay choisit pour son film suivant une créature qui ne peut pas avoir été photographiée : un brontosaure. La première de ce court métrage, Gertie le dinosaure, a lieu en 1914, dans le cadre de son spectacle de variétés. Avant la sortie de Gertie le dinosaure, il exprime lors d'entretiens le grand potentiel qu'il attribue à l'animation dans le cadre d'un « travail sérieux et éducatif », citant en exemple le sujet de ce film.
Sorti en 1913, le premier film du réalisateur américain John Randolph Bray, The Artist's Dream, alterne séquences en images réelles et séquences animées, avec un chien qui éclate après avoir mangé trop de saucisses. Ces détails ne sont pas sans rappeler les deux premiers films de McCay et peuvent laisser supposer une influence directe, mais Bray déclare alors avoir tout ignoré des expérimentations de McCay au moment où il travaillait sur son film.
Après How a Mosquito Operates, les films animés s'appuient de plus en plus sur des intrigues. Pendant des décennies, ils cessent pour la plupart d'attirer l'attention des spectateurs sur la technique qui les sous-tend. Parallèlement, les séquences tournées en images réelles se raréfient. John Canemaker, réalisateur de dessins animés et biographe de McCay, salue ce dernier pour sa capacité à doter un moustique d'un caractère et d'une personnalité. Il déclare également que la qualité technique de l'animation de McCay est en avance sur son temps et qu'elle est demeurée inégalée jusqu'à l'avènement des studios Disney dans les années 1930, avec des films tels que Blanche-Neige et les Sept Nains (1937),.

Autres images extraites du film
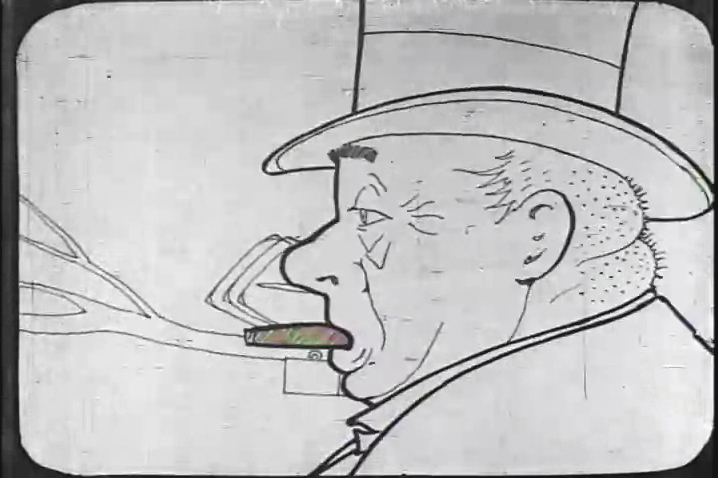
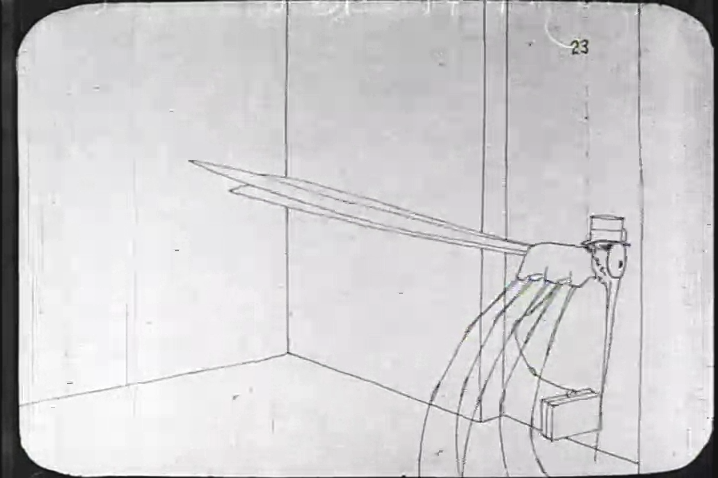
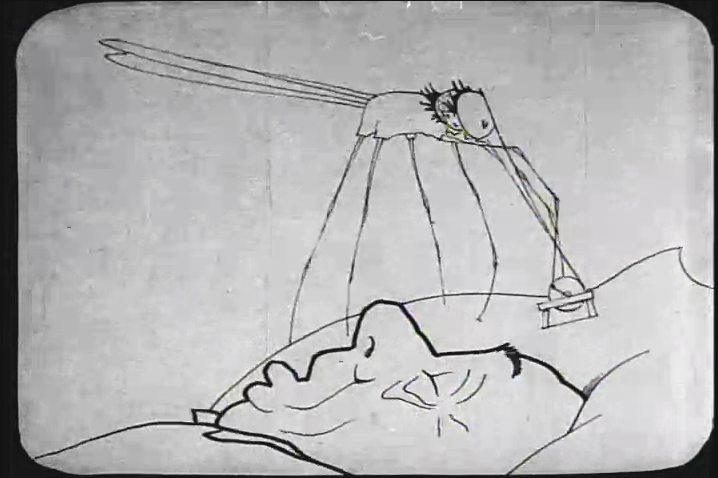
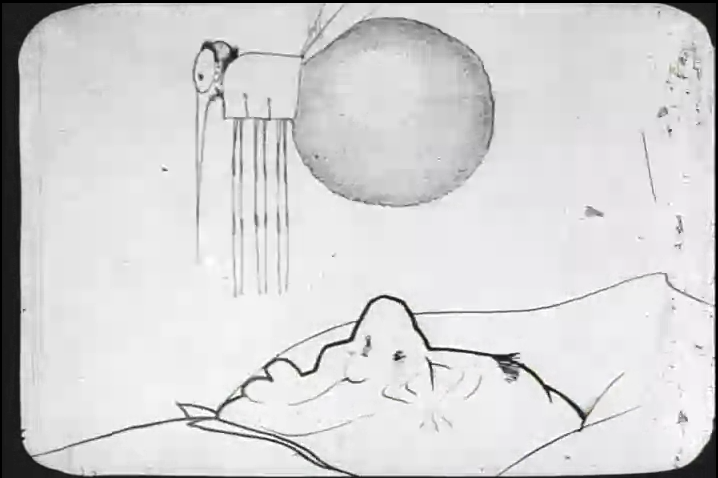